# Хоккей на траве в Мьянме
Хоккей на траве в Мьянме относится к развивающимся видам спорта.

## История
Несмотря на то что до 1937 года Бирма была провинцией Британской Индии, хоккей на траве здесь не был популярен, тем более в сравнении с будущими территориями Индии и Пакистана.
Федерация хоккея на траве Мьянмы была создана 5 июля 1989 года. Она входит в Международную федерацию хоккея на траве.
Подавляющее большинство хоккеистов в Мьянме — военнослужащие. Так, по словам главного тренера мужской сборной страны Ахлака Ахмеда, в 2015 году лишь трое из 30 его подопечных не были военными.
Известно, что в 2014 году в Мьянме разыгрывали Национальную хоккейную лигу, в которую входили 11 команд. Разыгрывается Кубок главнокомандующего.
Сборные Мьянмы не участвовали в крупных международных турнирах. Мужская сборная завоевала серебряную (2017) и три бронзовых медали (2013, 2015, 2019) на хоккейных турнирах Игр Юго-Восточной Азии. Женская сборная в 2013 году стала бронзовым призёром, в 2015 году заняла последнее место.
В стране занимаются развитием международного сотрудничества в хоккее на траве. Привлекаются иностранные специалисты, проводятся зарубежные турне и сборы в других странах Азии. В 2018 году в Мьянме проходили национальные судейские курсы, которые организовали Международная федерация хоккея на траве и Азиатская федерация хоккея на траве. В них участвовали около 30 мьянманских арбитров.
Развитие хоккея на траве в Мьянме сдерживает недостаток финансирования. Он, в частности, мешает обновлению инфраструктуры и распространению игры за пределы вооружённых сил.
Единственные крупные международные соревнования по хоккею на траве, которые проводились в Мьянме, — турнир Игр Юго-Восточной Азии 2013 года. Матчи проходили в Янгоне.